# Guldbaggegalan 2000
Den 35:e Guldbaggegalan, som belönade svenska filmer från 1999, sändes från Cirkus, Stockholm den 7 februari 2000.

## Vinnare och nominerade
| Bästa film | Bästa regi |
| --- | --- |
| - Tsatsiki, morsan och polisen – Anne Ingvar - Tiden är en dröm – Klas Olofsson, Ingrid Edström - Noll tolerans – Joakim Hansson, Björn Carlström   | - Ella Lemhagen – Tsatsiki, morsan och polisen - Kjell Sundvall – Tomten är far till alla barnen - Anders Nilsson – Noll tolerans |
| Bästa kvinnliga huvudroll | Bästa manliga huvudroll |
| - Katarina Ewerlöf – Tomten är far till alla barnen - Regina Lund – Sjön - Harriet Andersson – Happy End                                            | - Björn Kjellman – Vägen ut - Jakob Eklund – Noll tolerans - Mikael Persbrandt – Dödlig drift                                     |
| Bästa kvinnliga biroll | Bästa manliga biroll |
| - Pernilla August – Där regnbågen slutar - Jessica Zandén – Tomten är far till alla barnen - Källa Bie – Vuxna människor                            | - Shanti Roney – Vägen ut - Peter Andersson – Noll tolerans - Dan Ekborg – Tomten är far till alla barnen                         |
| Bästa manuskript | Bästa foto |
| - Ulf Stark – Tsatsiki, morsan och polisen - Fredrik Lindström – Vuxna människor - Malin Lagerlöf – Vägen ut                                        | - Anders Bohman – Tsatsiki, morsan och polisen - Peter Mokrosinski – Straydogs - Jacob Jørgensen – Noll tolerans                  |
| Bästa kortfilm | Bästa utländska film |
| - Clinch – Håkan Lindhé - Örjan, den höjdrädde örnen – Lars Klintin, Hamid Navim - Ruben – Staffan Lamm - Sara – Staffan Lamm - Emma – Staffan Lamm | - Allt om min mamma – Pedro Almodóvar - The Straight Story – David Lynch - Central do Brasil – Walter Salles                      |
| Kreativa insatser | Ingmar Bergmanpriset |
| - Jan Lindqvist – Tiden är en dröm | - Torun Lian |